# Träkyrkor i Karpatiska regionen i Polen och Ukraina
Träkyrkor i Karpatiska regionen i Polen och Ukraina är en grupp träkyrkor tillhörande Katolska östkyrkor / Orthodoxa kyrkor i Polen och Ukraina som fick världsarvsstatus 2013.

## Träkyrkor som ingår i världsarvet
| Polen - Ärkeängeln Sankt Mikaels kyrka, Brunary - Jungfru Maria födelsekyrka, Chotyniec - Sankt Paraskevias kyrka, Kwiatoń - Jungfru marias vårds kyrka, Owczary - Jakob den mindres kyrka, Powroźnik - Sankt Paraskevias kyrka, Radruż - Ärkeängeln Sankt Mikaels kyrka, Smolnik - Ärkeängeln Sankt Mikaels kyrka, Turzańsk | Ukraina - Den Helige Andens ankomstkyrka, Potelych - Heliga Trefaldighetskyrkan, Zhovkva - Sankt Görans kyrka, Drohobych - Sankt Dmytros kyrka, Matkiv - Den Helige Andens ankomstkyrka, Rohatyn - Jungfru Maria födelsekyrka, Nyzhniy Verbizh - Ärkeängeln Sankt Mikaels kyrka, Uzhok - Vår Herres himmelsfärds kyrka, Yasynia |